# テッド・ポスト
テッド・ポスト（Ted Post、1918年3月31日 - 2013年8月20日）は、アメリカ合衆国ニューヨーク出身の映画監督。

## 人物
クリント・イーストウッド主演の映画『奴らを高く吊るせ!』と『ダーティハリー2』を手がけている。
2013年8月20日に死去。

## 主な作品

### 映画
- The Peacemaker (1956)
- 夜鷹のジョニイ The Ming Lama (1956)
- 拳銃に泣くトム・ドーリイ The Legend of Tom Dooley (1959)
- 奴らを高く吊るせ! Hang 'Em High (1968)
- 続・猿の惑星 Beneath the Planet of the Apes (1970)
- ダーティハリー2 Magnum Force (1973)
- 青い接触（英語版） The Harrad Experiment (1973) - 日本劇場未公開
- ザ・ベイビー/呪われた密室の恐怖 The Baby (1973) - 日本劇場未公開
- キャッシュ (映画)（英語版） Whiffs (1975)
- 暗黒殺人指令（英語版） Good Guys Wear Black (1978) - 日本劇場未公開
- 戦場 Go Tell the Spartans (1978)
- ナイトキル Nightkill (1980)
- The Human Shield (1992)
- 4 Faces (1999)

### テレビ映画
- The Young Juggler (1960)
- 真夜中の目撃者 Night Slaves (1970)
- Do Not Fold, Spindle, or Mutilate (1971)
- 荒野のガンマン・シェリフ Yuma (1971)
- Dr. Cook's Garden (1971)
- Sandcastles (1972)
- 狙われた五人の美女 Five Desperate Women (1971)
- インディアン大襲撃 突撃!荒野の騎兵隊 The Bravos (1972)
- ヒッチハイク・ギャル／危険な17才 Diary of a Teenage Hitchhiker (1979)
- The Girls in the Office (1979)
- 女刑事キャグニー&レイシー Cagney & Lacey (1981)
- 駅馬車 Stagecoach (1986)

### テレビドラマ
- コンバット! Combat! (1962–1967)
- 刑事コロンボ Columbo
  - ハッサン・サラーの反逆 A Case of Immunity (1975) Season 5, Episode 2
  - 闘牛士の栄光 A Matter of Honor (1976) Season 5, Episode 4